# Установлювач кріплення
Встановлювач кріплення (рос. крепеустановщик, англ. lining placer, beam lifter; нім. Ausbausetzgerät n, Ausbauhilfe f) — машина (пристрій) для механізованого підйому, переміщення і установлення окремих елементів, а також складання кріпильних рам у виробках. Діє автономно або у складі прохідницького комплексу. Конструктивно К. складаються з опорної частини і робочого органу. За типом опорної частини К.в. бувають самохідними і несамохідними. Встановлювачі кріплення поділяють на крокуючі, переносні та коткові (по монорельсу). За принципом роботи робочого органу К.в. класифікують на канатні, домкратні, важільні, стрілові і комбіновані. Як найперспективніший напрямок використання К.в. визначилася технологія, що включає попереднє складання пакету кріплення за межами привибійного простору виробки, доставку кріплення в такому вигляді до вибою за допомогою монорельсової установки та монтаж його на місці з допомогою К.в.